# Intuitive Musik
Intuitive Musik ist Musik, die ganz aus der Intuition und aus dem Moment herausentsteht. Mit dem Begriff wird jene Art von Musik bezeichnet, welche darauf abzielt, prä-rationale Erfahrungen und Erlebensweisen hörbar werden zu lassen und die sich auf Grund dieser Zielsetzung einer Einordnung in die traditionellen Kategorien von Musik entzieht. Vielfach wird auch jene Improvisationsmusik, bei der keine vorgefertigten Konzepte oder Regeln befolgt werden, als intuitive Musik angesehen, insbesondere bei der freien Improvisation, wie sie im Free Jazz gepflegt wird (doch zielen die beiden Begriffe eher auf verschiedene Stile von Musik ab und sollten folglich nicht synonym verwendet werden).

## Theoretische Grundlagen
Generell kann jede Art von Musik als Tätigkeit bzw. Produkt kreativer Menschen gefasst werden, die auf Intuition basiert. „Was erfahre ich, wenn ich meinen Blick nach innen wende, in mich hineinlausche und in mich hineinspüre“, ist nach Thomas Gonschior dabei die Grundfrage. Intuition gilt als eine zentrale Voraussetzung für das Entstehen jeglicher Art von Kunst, wobei im Fall der Musik einschränkend gesagt werden muss, „dass der Intuitionsbegriff, der ja auf Einfühlung gerichtet ist, in erster Linie einer der Interpretationskultur ist“. Wenn beispielsweise ein Pianist ein Werk von Beethoven spielt, so ist seine Intuition dem Geist des Werkes bzw. des Komponisten gegenüber gefordert. „Der Interpret … muss die Inspiration des Komponisten in seinem Vortrag intuitiv umsetzen. Und man darf nicht vergessen, dass das intuitive Moment auch zu demjenigen gehört, der die Musik hört.“

## Geschichte und Wegbereiter
Der Jazzmusiker Lennie Tristano hatte schon in den Jahren um 1950 seine Konzerte mit „Lennie Tristano and his Intuitive Music“ plakatiert, doch kam der Begriff Intuitive Musik in Europa erst durch Karlheinz Stockhausen in das Bewusstsein eines größeren Publikums und wurde dabei zum Indiz eines gewandelten Selbstverständnisses einer jungen Generation von innovativ eingestellten Musikern. In seinem Stück „Aus den sieben Tagen“ (1968) erhielten die Musiker als einzige Anleitung kurze Textfragmente zum Einstimmen, um dann aus der Intuition heraus zu spielen. Die damit verbundene Freiheit bei der Realisation sollte nicht als Freibrief für zufällige Interpretationen verstanden werden. Stockhausen suchte nicht „Unbestimmtheit“, sondern „intuitive Bestimmtheit“, aus welcher eine schöpferische Musik organisch entstehen soll. Für ihn ist die intuitive Musik des Spielers sehr eng mit dessen Selbstkontrolle und Selbstkritik verbunden.
Mit seinem Ansatz weichte Stockhausen die Grenzen zu den im herkömmlichen Sinn komponierten Musikstücken auf. War bis dahin das in der Regel von einem Einzelurheber zu Papier gebrachte und damit unverwechselbar gewordene Opus die Norm, beanspruchte seitdem das von seinem Ansatz her einmalige und nicht fixierte akustische Ereignis denselben Rang. Dass hiermit auch wirtschaftliche Aspekte verbunden sein können, wird deutlich aus der Reaktion der GEMA, die für dieses in den 1970er-Jahren entstandene Phänomen in ihrem Verteilungsplan eine Extrarubrik für „Werke ganz oder überwiegend improvisatorischen Charakters und Musik, die nicht auf andere Weise einzuordnen ist“ einrichtete.
Auch in der Musik des Komponisten und Pianisten Peter Michael Hamel spielt Intuition eine zentrale Rolle. Zahlreiche Studienreisen hatten ihn in die verschiedensten Länder Asiens und Afrikas geführt, wo er im Zusammenspiel mit Musikern vor Ort an sich selbst erfahren konnte, wie „die Funken hellsichtiger Wahrnehmung im Zustand des Sich-Öffnens“ übersprangen. „Das intuitive Moment beim Musizieren ist allerdings nicht programmierbar, selbst wenn eine Gruppe jahrelang, jeder für sich oder alle gemeinsam, einen geistig-spirituellen Weg beschreiten.“ In der Serie seiner Kompositionen lässt die von Hamel 1972 erstmals eingespielte Version von Mandala am deutlichsten erkennen, was der Begriff intuitive Musik beinhaltet.
Stockhausens Idee einer intuitiven Musik hat neben rein künstlerischen auch gesellschaftspolitische Dimensionen. So setzte 1980 das „Ensemble für intuitive Musik Weimar“ in einer Umgebung geistiger Unfreiheit und gesellschaftlicher Zwänge ein Zeichen für die Aufbruchsbereitschaft junger Musiker, die mit ihren Programmen „den Interpreten Spielräume zu eigenschöpferischem Gestalten“ eröffneten. Indem sie es für „notwendig und reizvoll“ hielten, „tabuisiertes und unerwünschtes Gebiet zu betreten“, organisierten sie „bis zum ‚Wendeherbst 1989‘ über 100 Konzerte mit seiner [i.e. Stockhausens] Musik in der DDR.“ Dabei entwickelten die einzelnen Spieler im Ensemble nicht nur kompositorisch neuartige Modelle, sondern erschlossen für ihre Konzerte auch ungewöhnliche Spielstätten. Nach der Grenzöffnung ging die Gruppe auf Auslandstourneen und bespielte mit ihren Klängen u. a. ein Lavafeld in Mexiko-Stadt. Unter dem Titel „Klangschacht Sondershausen“ wurde ein 670 Meter unter Tage in den Salzstock gefräster Konzertsaal zum Ort synästhetischen Erlebens. In Meiningen ließen 16 Heißluftballonbrenner, Tänzer, Chor, Ensemble und Zuspielband nach einer Idee von Hans Tutschku, Gründungsmitglied des Ensembles, den Englischen Garten als multisensorisches Spektakel mit allen Sinnen erleben.
Markus Stockhausen gestaltete von 2000 bis 2010 in Köln eine Konzertreihe mit intuitiver Musik. Er hat das Verständnis intuitiver Musik gegenüber Karlheinz Stockhausen weiterentwickelt und setzt keine stilistischen Grenzen, erlaubt auch „harmonische, melodische und rhythmisch-periodische Musik.“ Im Unterschied zu improvisierter Musik geht es „hier um einen verstärkt intuitiven schöpferischen Prozess,“ der sich „auf den inneren Geist“ konzentriert, „der den oder die Musiker leitet.“ Weiter bedeutet Intuitive Musik für ihn, „dass sich der Musiker allein dem Hören, der Phantasie, dem Moment überantwortet und aus seiner Intuition heraus Musik erfindet. Das ist ein deutlicher Unterschied zur Improvisation, die in der Regel eine Variation von bekanntem und vorher bestimmten Material meint. In der intuitiven Musik soll aber alles vorkommen können, was sich im Jetzt ausdrücken will.“

## Ensembles und Musiker
- Markus Stockhausen (z. B. im Septett Wild Life mit Simon Stockhausen, Florian Weber, Jörg Brinkmann, Michelangelo Flammia, Christian Thomé, Bodek Janke)[10]
- Andrzej Bieżan
- Ensemble Kawalerowie Błotni bzw. The Mud Cavaliers (Krzysztof Knittel, Jerzy Kornowicz, Ryszard Latecki, Mieczysław Litwiński, Tadeusz Sudnik und Tadeusz Wielecki)[11]
- Ensemble für intuitive Musik Weimar
- Kanal XX
- phase-drei